# Groß Wokern
Groß Wokern ist eine Gemeinde im Südosten des Landkreises Rostock in Mecklenburg-Vorpommern (Deutschland). Die Gemeinde wird vom Amt Mecklenburgische Schweiz mit geteiltem Sitz in Jördenstorf und in der nicht amtsangehörigen Stadt Teterow verwaltet.

## Geografie
Die Gemeinde Groß Wokern liegt im Westen der Mecklenburgischen Schweiz, der Südteil der Gemeinde liegt im Naturpark Mecklenburgische Schweiz und Kummerower See. Groß Wokern ist etwa sechs Kilometer von der Stadt Teterow entfernt. Das Gemeindegebiet ist hügelig und erreicht im Badenberg nahe dem Ortsteil Nienhagen 84 m ü. NN.
Umgeben wird Groß Wokern von den Nachbargemeinden Groß Roge im Norden, Teterow im Nordosten, Hohen Demzin im Osten, Dahmen im Süden sowie Lalendorf im Westen.

### Gemeindegliederung
Zur Gemeinde gehören die Ortsteile Klein Wokern, Groß Wokern, Neu Wokern, Nienhagen, Uhlenhof und Waldschmidt.

## Geschichte

### Bis zum 19. Jahrhundert
Groß Wokern ist wahrscheinlich im 12. Jahrhundert gegründet worden.
1773 fand eine Vermessung der Feldmark von Groß und Klein Wokern statt. Das Feldregister gab für Groß Wokern eine Fläche von 445.355 Quadratruten (965 Hektar) an. Mit dieser Vermessung wurden wahrscheinlich die ersten Büdnerstellen eingerichtet. 1777 wurde durch die für das Domanium erlassene Schulordnung der Schulbesuch in Groß Wokern zur Pflicht gemacht. 1785 wurde Groß Wokern neu vermessen und in zwölf Hufenstellen eingeteilt. 1792 brannte die Windmühle am Nienhäger Weg bis auf die Grundmauern nieder. Am 3. November 1806 plünderten französische Truppen auf ihrem Durchmarsch das Dorf. Bei der Volkszählung am 30. Juli 1819 wurden 328 Einwohner gezählt.
Ab 1822 wurde die Zeitpacht schrittweise von der Erbpacht abgelöst. Die Bauern mit neuen Erbpachtverträgen verlegten ihre Gehöfte aus dem Dorfkern in die separierten Hufen und machten Platz für Büdnereien. Nur wenige Bauernhöfe blieben im Dorf. Die neuen Höfe wurden als Dreiseitgehöfte in Backstein errichtet. Die Scheunen waren noch strohgedeckt. Die  niederdeutschen Bauernhäuser verschwanden aus dem Dorfbild.

### 20. Jahrhundert

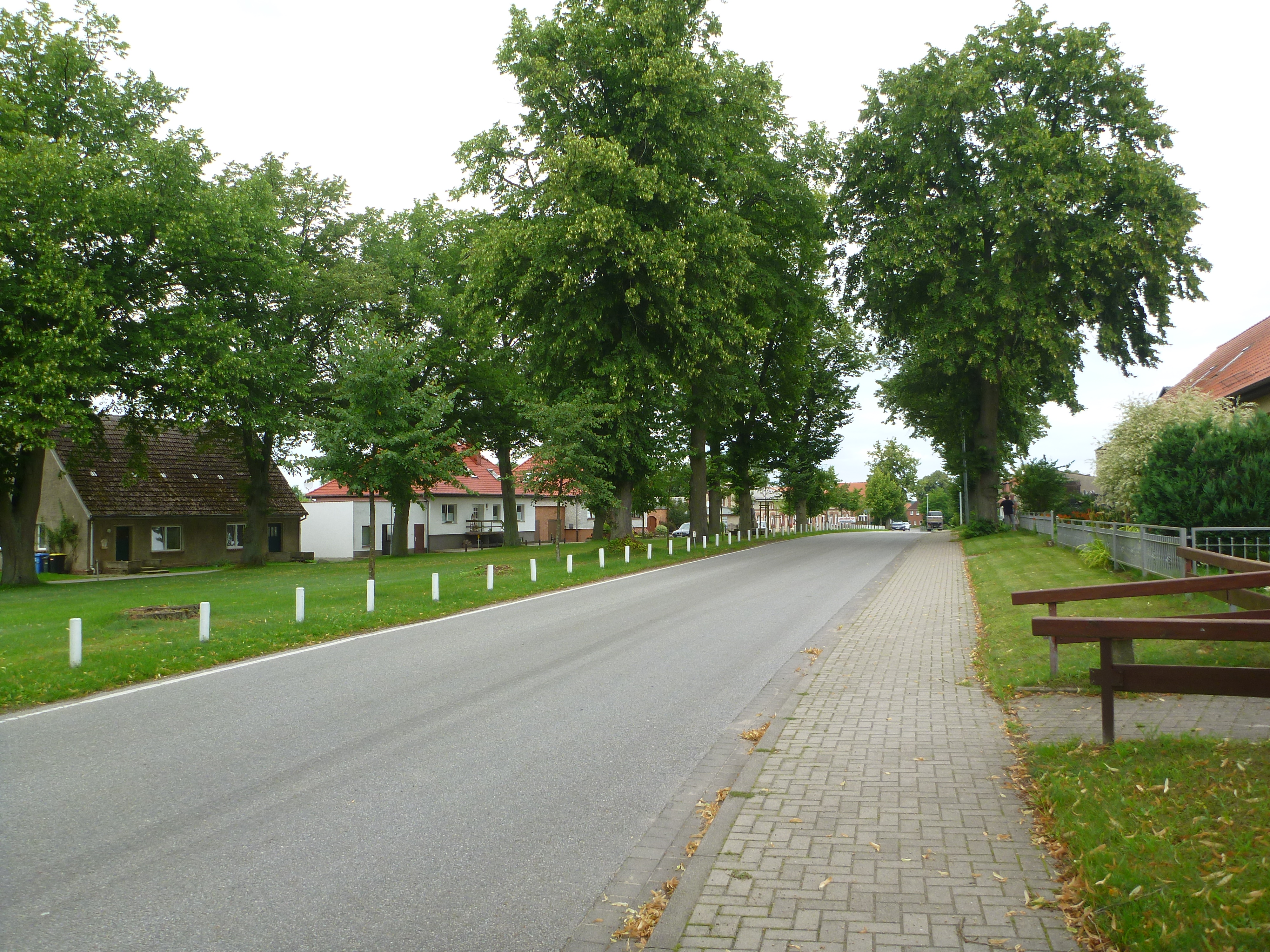
Dorfstraße in Groß Wokern

Nach 1945 befand sich in Groß Wokern im Gebäude des jetzigen Kindergartens und früheren Grundschule eine sowjetische Militärkommandantur. Am Gebäude rechts und links sind noch schwach russische Inschriften zu lesen; sie sollten ausdrücken, dass gegen den Faschismus und den Krieg, nicht aber gegen das Volk gekämpft wurde.
Die im Dorf vorhandene Windmühle brannte nach 1947 ab; die nachfolgend errichtete elektrische Mühle wurde nicht vollständig in Betrieb genommen.
Am 1. Juli 1950 wurde die bis dahin eigenständige Gemeinde Nienhagen eingegliedert.
Während der DDR-Zeit gehörte die Gemeinde Groß Wokern zeitweise dem Gemeindeverband Groß Roge an. In den 1980er Jahren wurden zusätzlich zur bestehenden Polytechnischen Oberschule aus den 1960er Jahren ein weiteres, größeres Schulgebäude und eine neue Turnhalle für die Schule, sowie zwei Neubauten in der Nähe des Kulturhauses gebaut. Das Kulturhaus, der erste Neubau und der große Sportplatz wurden ebenfalls in den 1960er Jahren errichtet.
Jahrzehntelang zählte die 1896 gegründete Ziegelei Groß Wokern, gelegen am Bahnhof Neu Wokern, zu den wichtigen Betrieben des Dorfes. Von der Tonkuhle wurde der Ton mit einer Lorenbahn vom nördlichen Dorfrand zur Ziegelei gebracht. Mit dem Ende der Tonförderung in den frühen 1980er Jahren wurde die Bahn abgebaut und die Ziegelei in einen Metallverarbeitungsbetrieb umgewandelt.
Ebenfalls in den 1980er Jahren entstand in Groß Wokern an der Straße von Teterow nach Klaber eine größere Eigenheimsiedlung. Im Dorf gab es eine Konsumverkaufsstelle, einen Laden der HO, eine Bibliothek, eine Post und einen Frisör.
Der Ortsteil Nienhagen wurde in den 1980er Jahren zum „Dorf der Jugend“ erklärt. Um dringend benötigte Arbeitskräfte für die Landwirtschaft zu werben, gab es Aktionen, um junge Leute ins Dorf zu holen und dort zu halten, die allerdings wenig Erfolg hatten. Dazu zählten eine Kunstausstellung, Schriftstellerlesung und auch ein Moto-Cross-Rennen und die Gründung des Motorclubs Nienhagen. Selbst aus Kamerun wurden Delegationen durch das „Dorf der Jugend“ geführt.

## Politik

### Wappen
Blasonierung: „Geteilt; oben in Grün ein schwebendes silbernes Balkenkreuz, bewinkelt von vier goldenen Ringen; unten in Gold ein schwarzer Lindenzweig mit sechs grünen Blättern.“
Die sechs grünen Blätter symbolisieren die sechs Ortsteile.

### Flagge
Die Flagge der Gemeinde ist gleichmäßig längsgestreift von Gold (Gelb) und Grün. In der Mitte liegt, auf jeweils zwei Drittel der Höhe des goldenen (gelben) und des grünen Streifens übergreifend, das Gemeindewappen. Die Länge des Flaggentuchs verhält sich zur Höhe wie 5:3.

## Sehenswürdigkeiten

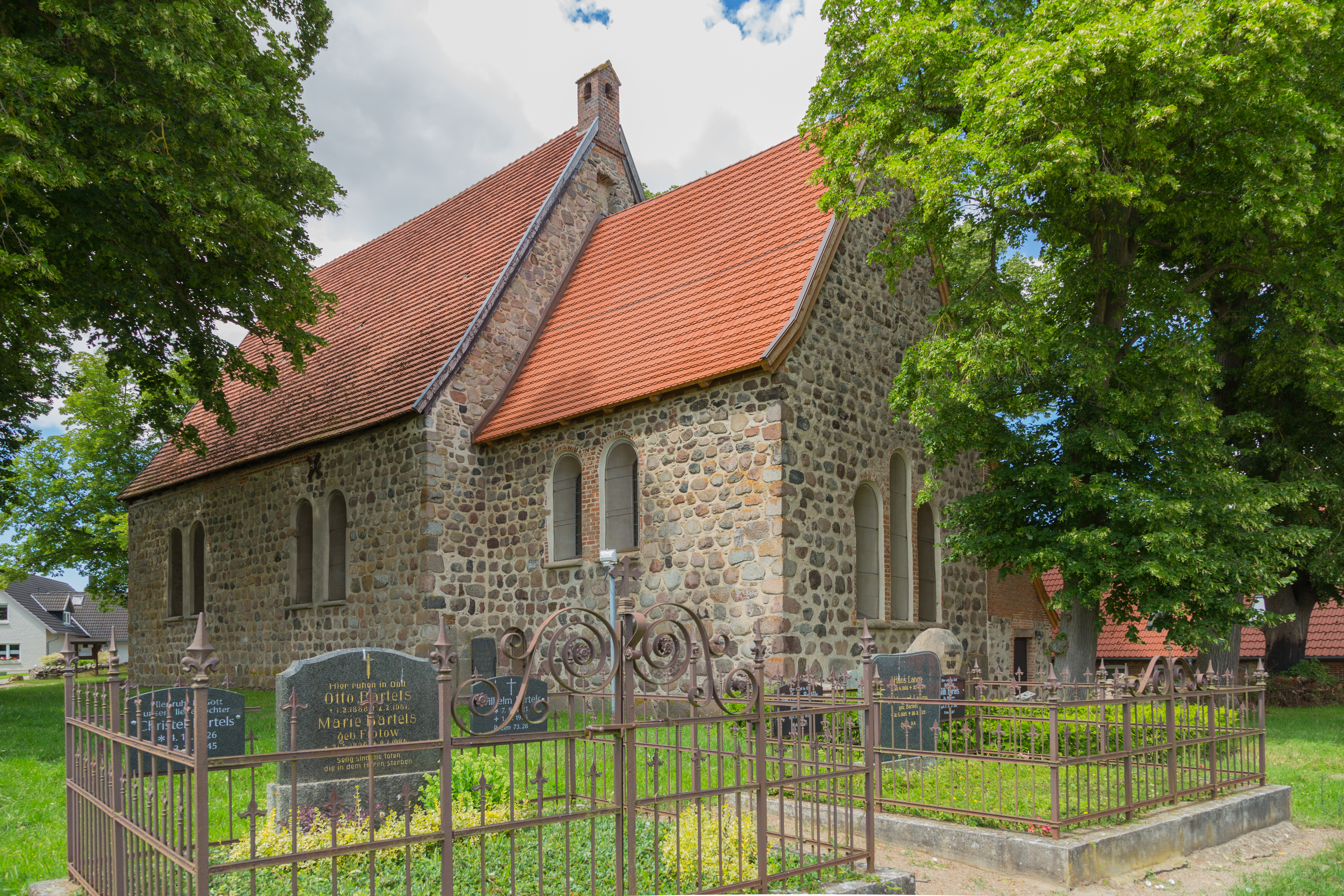
Feldsteinkirche in Groß Wokern

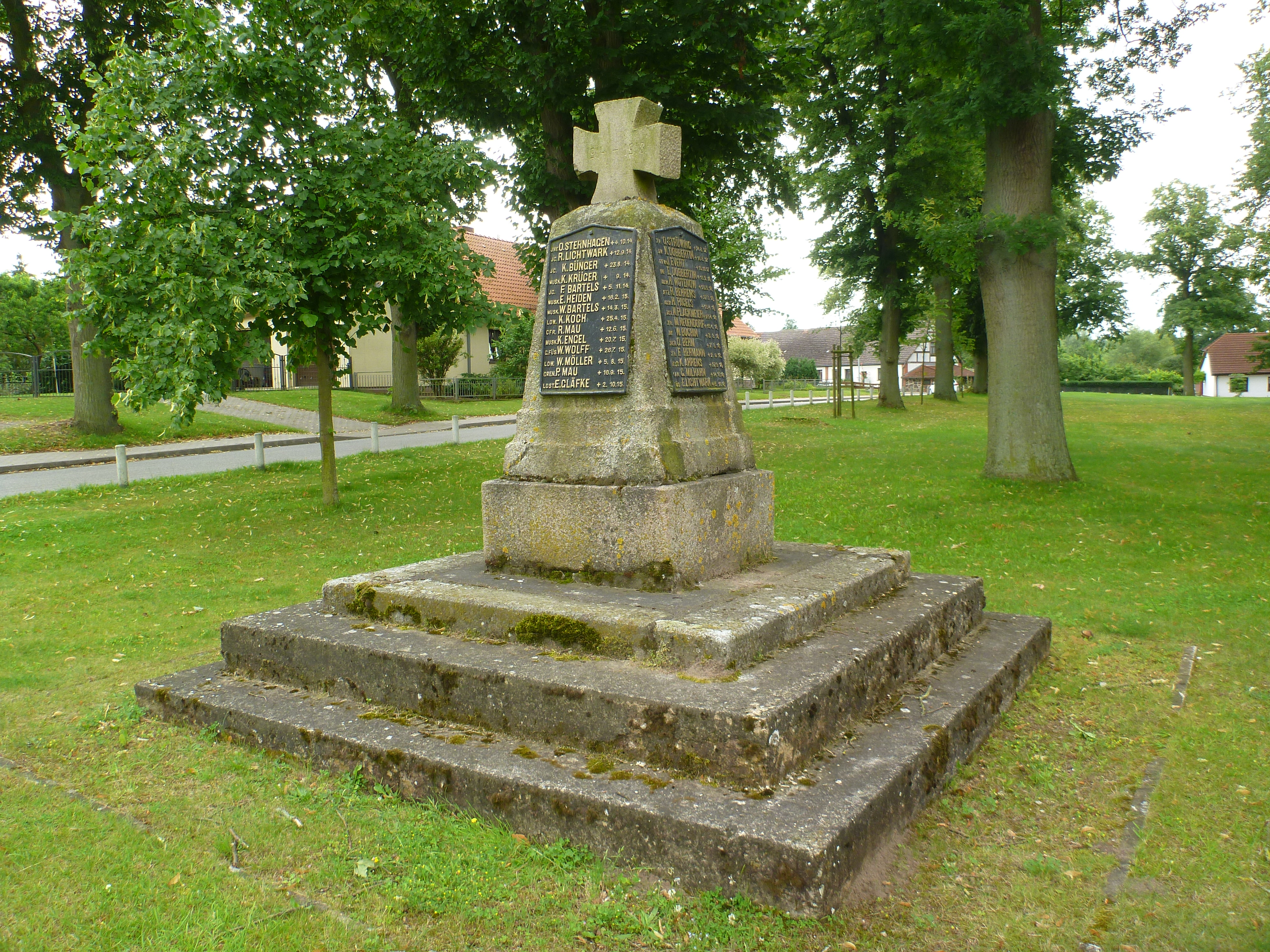
Gefallenendenkmal des Ersten Weltkriegs auf dem Dorfplatz

- Kirche

Die spätromanische Feldsteinkirche in Groß Wokern am südlichen Rand des Dorfes auf dem Honigberg wurde zwischen 1240 und 1260 erbaut. Das zweijochige, einschiffige Langhaus hat Schlitzfenster und an der Nordseite ein schlichtes Rundbogenportal. Der rechteckige, eingezogene Chor mit Kuppelgewölbe und spitzbogigem Triumphbogen hat an seiner Ostwand eine Fenstergruppe mit romanischen Rundbögen. Die im Kirchenschiff vorhandenen kuppeligen Kreuzrippengewölbe sind später eingebaut worden. Die Glocke befindet sich außerhalb der Kirche, die Haltekonstruktion wurde in den 1990er Jahren erneuert.
Die Orgel wurde 1894 durch den Hoforgelbaumeister Carl Börger aus Gehlsdorf bei Rostock erbaut und ist seither festes Inventar der Kirche. Sie verfügt über dreizehn Register (mechanische Schleifladenorgel in Anlehnung an die Friese Technologie). 1945 wurde die Orgel durch Vandalismus zerstört. Auf Initiative engagierter Christen des Dorfes erfolgte im Jahre 2011 der Wiederaufbau und am Palmsonntag 2012 die Wiederweihung des Instruments. Sie ist nunmehr die größte, erhaltene Orgel Carl Börgers.
- Gutshaus Klein Wokern; eingeschossiger, neunachsiger Putzbau mit großem Krüppelwalmdach mit Fledermausgauben
- Gefallenendenkmal des Ersten Weltkriegs auf dem Dorfplatz

→ Siehe auch Liste der Baudenkmale in Groß Wokern

## Wirtschaft, Verkehr und Infrastruktur

### Wirtschaft
Durch die moderaten Baulandpreise konnten nach der Wende viele Eigenheime errichtet werden, besonders zwischen Groß Wokern und dem Bahnhof Neu Wokern.
Seit Mitte der 1990er Jahre haben sich im Gewerbegebiet der Gemeinde („Am Steinbrink“, in der Nähe der Bundesstraße 104) im Ortsteil Neu Wokern, zahlreiche Unternehmen angesiedelt (eine Baufirma, eine Tresorbaufirma, eine Regalbaufirma, eine Fensterbaufirma, eine Firma für Farmcomputer u. a.). Der Alt-Bundeskanzler Helmut Kohl besuchte das Gewerbegebiet kurz vor seiner Abwahl 1998 und ließ sich einen Tresor anfertigen.

### Verkehr
Die Bundesstraße 104 von Güstrow nach Teterow berührt den nördlichen Rand des Gemeindegebietes bei Klein Wokern. Die Landesstraße L 11 von Teterow nach Krakow am See verläuft durch Groß Wokern. In jeweils 13 Kilometern Entfernung liegen die Anschlussstellen Güstrow und Krakow am See an der Bundesautobahn 19 (Rostock–Berlin).
Groß Wokern liegt im Verkehrsverbund Warnow. Der Haltepunkt Neu Wokern liegt an der Bahnstrecke Bützow–Szczecin. Jeweils im Zweistundentakt verkehren der Regionalexpress Lübeck–Szczecin und die Züge Bützow–Ueckermünde der DB Regio. Stündliche Direktverbindungen bestehen somit unter anderem nach Teterow, in die Kreisstadt Güstrow und in das Oberzentrum Neubrandenburg. Mehrere Buslinien der Omnibusverkehrsgesellschaft Güstrow verbinden Groß Wokern unter anderem mit Teterow, Güstrow und Krakow am See.

### Einrichtungen
Groß Wokern verfügt heute (2019) über eine Grundschule, eine Kindertagesstätte, ein Seniorenheim, eine Arztpraxis, eine Physiotherapie, eine Kinder- und Jugendhilfeeinrichtung, einen Baumarkt, eine Gaststätte sowie ein Kulturhaus. In der Nähe des Dorfes gibt es den Schillersee mit mehreren Badestellen und zahlreichen Bootshäusern.

## Persönlichkeiten
- Friedrich Bull (1886–nach 1921), Politiker (SPD)